# Maria Cederschiöld (diakonissa)
Anna Maria Cederschiöld (även Marie och Mari; även Cederskiöld), född den 20 november 1815 i Växjö, död den 7 januari 1892 i Lund, var en svensk sjuksköterska och diakonissa. Hon var som föreståndare för Sveriges första diakonissanstalt en pionjär för diakonin i Sverige. Hon var föreståndare för Svenska diakonissanstalten från 1851 till 1862.

## Biografi

### Bakgrund
Efter att fadern, som var kyrkoherde i Forsheda pastorat, avlidit, bodde och arbetade Maria Cederschiöld hos 'Mormor på Herrestad', Emilie Petersen, i grannsocknen Kärda, där hon uppskattades för sina stora "andliga gåvor" om det än "fattades en del i det praktiska arbetet" .

### Diakonissanstalten

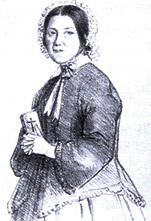
Maria Cederschiöld. Porträtt omkring 1860.

Hon tillbringade ett år vid den kända lutherska diakonissanstalten Kaiserswerther Diakonie, där också Florence Nightingale utbildades. Hon vantrivdes där på grund av den auktoritära regimen och återvände till Sverige, där hon blev den första föreståndaren för Ersta diakoni. Den grundades som den första gestaltningen i Sverige av "en kristlig sjukvård ... ett verk av den inre missionen ... ett arbetande för nästans andliga och lekamliga väl", först vid Gröna Tvärgatan 8 på Kungsholmen i Stockholm 1851 och därefter på Ersta diakoni från 1862. Det var den första utbildningsinstitutionen för sjuksköterskor i Sverige. Den första sekulära sjuksköterskeutbildningen påbörjades av Emmy Rappe sexton år senare.

### Fruntimmersällskapet för fångars förbättring
Maria Cederschiöld grundade Fruntimmersällskapet för fångars förbättring tillsammans med Fredrika Bremer, Mathilda Foy, Betty Ehrenborg och Emilia Elmblad. Man höll från 1854 söndagsskola för undervisning och uppbyggnad av kvinnliga fångar. I en artikel skriven på engelska (1930 på svenska) skriver Mathilda Foy hur hon beundrade Maria Cederschiölds flit och belyser villkoren för fängelseverksamheten, med motstånd från såväl prästerskap som fängelsedirektionen och hur de fick stötta och uppmanade varandra för att övervinna alla motgånger och den egna rädslan. 
De tre kategorierna kvinnliga fångar fördelades så, att Betty Ehrenborg tog sig an lösdriverskorna, Mathilda Foy barnmörderskorna ("Jag var glad att ha blivit av med herrar åhörare [pastorn och fängelsedirektörn], men kände det kusligt att befinna mig ensam bland 120 barnamörderskor") och Cederschiöld tjuvarna. Fredrika Bremer verkade där hon behövdes och när den gifta Betty Ehrenborg hade förhinder, tog hon sig an lösdriverskorna, hos vilka hon stortrivdes och med vilka hon till och med identifierade sig: 
"hade det inte varit för min uppfostran och samhällsställning, hade jag kanske hört till deras anhang. Jag tror inte att jag skulle ha mördat mina barn eller någon annan människa, ej heller skulle jag stulit, det synes mig så lumpet. Men springa omkring på gatorna och skråla och gräla, dricka mig full, nyttja fula ord och okväda polisen; se det hade varit något i min väg. Det hade jag tyckt vara roligt!"
Mathilda Foy skriver att Cederschiöld kom med nyheterna att "Tillståndet gäller speciellt mamsell Bremer, fröken Ehrenborg, dig och mig" : den femte, Emilia, nämns inte alls i artikeln.

### Jämtland och Norge
1868 reste Cederschiöld med Mathilda Foy till Jämtland och Norge, där en diakonissanstalt upprättades .

## Familj
Maria Cederschiöld var dotter till den adlige prosten Casper Haquin Cederschiöld i adliga ätten Cederschiöld och prostdottern Helena Ingelman. Hon var faster till Ivar och Henrik Cederschiöld.

## Eftermäle
I januari 2022 uppkallades Marie Cederschiöld högskola i Stockholm, tidigare Ersta Sköndal högskola, efter Cederschiöld.